# Euphaedra (Xypetana) diffusa
Euphaedra (Xypetana) diffusa es una especie de  Lepidoptera, de la familia Nymphalidae,  subfamilia Limenitidinae, tribu Adoliadini, pertenece al género Euphaedra, subgénero (Xypetana).

## Subespecies
- Euphaedra (Xypetana) diffusa diffusa
- Euphaedra (Xypetana) diffusa albocoerulea (Rothschild, 1918)

## Localización
Esta especie de Lepidoptera y las subespecies se encuentran localizadas en el noroeste de África. 